# 向井怜衣
向井 怜衣（むかい れい、2007年〈平成19年〉6月25日 - ）は、日本のタレント。「Popteen」専属モデル。seju(GROVE株式会社)所属。TikTokとInstagramのフォロワー総数が80万人を超え、同年代の若者から多くの支持を集める。

## 来歴
広島県生まれ。ABEMAの高校生による青春恋愛番組「今日、好きになりました。夏休み編2023」に出演し、小幡海潤とカップルに。
遠距離恋愛だったこともあり2024年4月19日、それぞれのInstagramストーリーズを更新し、破局を報告。

## 人物
- 2歳年上の姉[6]と4人家族。
- 特技はダンス（小1から中1まで習っていた）[7]
- 趣味は音楽を聴くこと、アニメ・韓国ドラマ鑑賞[8]

## 作品

### 写真集
- 東京路地裏散歩 meets seju（2025年4月1日、撮影：酒井貴弘）[注 1][9]

## 出演

### 映画
- 私の卒業-第6期-「80年後のあなたへ」（2025年5月16日、The icon）- 富田依子 役[10][11]

### CM・広告
- アサヒ飲料「カルピス」
- Google Japan「Google Pixel 8」
- ABCマート×NIKE「ジブンスタイル 自分のスタイルで、ひきつけろ。」[12]
- ソニー銀行 Web CM「バイト代振り込み編」[13]

### テレビ・Web番組
- ABEMA「今日、好きになりました。夏休み編2023」[14][15][16]
- ABEMA『BLUE SHOUT! −本気で世界を、獲りにいく。−』[17]

### Webドラマ
- 最期の授業-生き残った者だけが卒業-（2024年11月26日、UniReel） - 藤井愛子 役[18]

### テレビ・地上波番組
- ABCテレビ「おはよう朝日です」
- TBS「サンデー・ジャポン」（不定期出演）
- テレビ朝日 「あざとくて何が悪いの？」
- テレビ朝日 「見取り図じゃん」
- 日本テレビ 「zip!」

### MV（ミュージックビデオ）
- YUTORI-SEDAI「メープル」 [19]
- FUNNY THINK「なんか好き」[20][21]
- 紫 今 「正面」

### イベント
- みんなの生理痛プロジェクト for TEEN[22]
- シンデレラフェス2024
- TGC teen ICHINOSEKI 2024 [23]
- 青春祭 by 今日、好きになりました。
- TGC teen 2023 Winter [24][25]
- 札幌コレクション 2023 AUTUMN/WINTER[26]